# パーカーホ
パーカーホ、トレイ・ク・レァング （学名：Catlocarpio siamensis、クメール語: ត្រីគល់រាំង、タイ語: กระโห้、กะมัน、หัวมัน、英語: Giant Mekong barb）は、コイ亜科に属する大型の淡水魚の一種。コイ目で最大の魚である。本種の属するCatlocarpio 属は単型である。「魚の王」と呼ばれることもあり、カンボジアでは国魚に指定されている。

## 分布
東南アジアのタイ、カンボジア、ラオス、ベトナムのメコン川、メークローン川、チャオプラヤー川に生息する。

## 形態
頭部が大きく、触鬚（ひげ）がない。背鰭に棘がない。淡水魚で最大級の大型種であり、コイ科で最大の種である。最大で全長3 m、重量300 kgに達するが、乱獲や環境破壊によって個体数が激減しており、100 kgを超える個体は非常にまれである。通常はメスの方がオスより大きくなる。
また、植物食の魚類としても、メコンオオナマズと並び世界最大とされる。
パーカーホは南アジアのインドからミャンマーにかけて分布するカトラと形態が酷似しており、過去には同一種であると誤認して報告されていた。染色体数の検討から、二倍体であるカトラ（2n=50）の祖先型から本種（2n=98）の祖先型が染色体の倍数化によって四倍体として出現し、地理的隔離によって分化したものと考えられたこともあった。だが、他の種も含めた大規模な系統解析では、カトラがラベオ属内部に含まれるのに対し、本種はProbarbus 属とともにコイ亜科で最も基底的な位置にあるという結果が得られており、この2種の類似性は二次的なものであると考えられる。

## 生態
回遊魚であり、餌場や繁殖の場を求めて季節ごとに移動する。成魚は普段は大きな河川の深い淵にいるが、水量が増す雨季には運河や氾濫原や浸水林に移動する。10月にメコン川下流に現れる若い個体群が観察されている。普段はオスとメスがペアで行動する。幼魚は通常は小さな支流や湿地帯で見られるが、池や運河に封じられた場合にはその環境に順化する。繁殖可能な成魚になるまでに約7年かかることも、個体数がなかなか回復しない理由のひとつである。
植物食性で、藻類、プランクトン、浸水林の果実、デトリタス、雑魚などを食べる。

## 保全状態
現地では美味とされており、食用にするための捕獲と生息環境の破壊により個体数が減少している。近年は成魚になるまで生存する個体が非常に少なくなっている。メコン川を管理する政府間組織のメコン川委員会によると、記録された漁獲数は2000年に10尾まで減少している。